# Regiones fisiográficas de los Estados Unidos

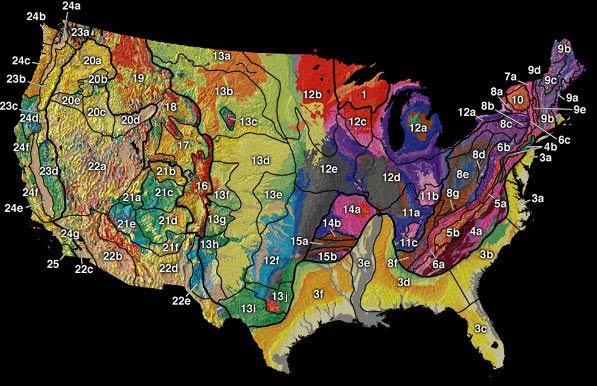
Mapa del USGS coloreado por áreas paleogeológicas y que delimita las secciones de las regiones fisiográficas de Estados Unidos: Altiplanicie Laurentina (área 1), Llanura atlántica (2-3), Tierras Altas Apalachianas (4-10), Llanuras Interiores (11-13), Tierras Altas del Interior (14-15), Sistema de las Montañas Rocosas (16-19), Mesetas Intermontanas (20-22) y Sistema de Montañas del Pacífico (23-25)

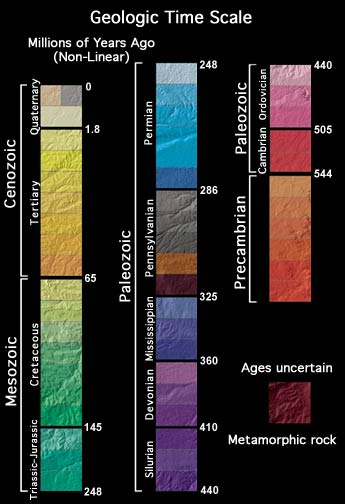
La leyenda del color paleogeológico también representa el terreno topográfico.

Las regiones fisiográficas de los Estados Unidos contiguos comprenden 8 regiones, 25 provincias y 85 secciones. El sistema data del artículo Physiographic Subdivision of the United States de Nevin Fenneman, publicado en 1917. Fenneman amplió y presentó su sistema de forma más completa en dos libros, Fisiografía del oeste de Estados Unidos (1931), y Fisiografía del este de Estados Unidos (1938). En estos trabajos, Fenneman describió 25 provincias y 85 secciones de la fisiografía de los Estados Unidos.

## Divisiones fisiográficas
Una región fisiográfica es una gran porción de tierra que está agrupada por varios factores. Cada región tiene una geología, topografía y grupos de plantas y animales similares. 
Hay ocho regiones fisiográficas en los Estados Unidos. Cada región se divide en provincias, hay 25 provincias en los Estados Unidos. Luego, cada región se divide en secciones, creando 85 secciones fisiográficas diferentes en los Estados Unidos.
| Región                              | Provincia                                       | Sección                                         |
| ----------------------------------- | ----------------------------------------------- | ----------------------------------------------- |
| I. Altiplanicie laurentina          | 1. Superior Upland                              | 1. Superior Upland                              |
| II. Llanura Atlántica               | 2. Plataforma continental (no en el mapa)       | 2. Plataforma continental (no en el mapa)       |
| II. Llanura Atlántica               | 3. Llanura costera                              | 3a. Embayed                                     |
| II. Llanura Atlántica               | 3. Llanura costera                              | 3b. Sea Island                                  |
| II. Llanura Atlántica               | 3. Llanura costera                              | 3c. Florida                                     |
| II. Llanura Atlántica               | 3. Llanura costera                              | 3d. Llanura costera del Golfo oriental          |
| II. Llanura Atlántica               | 3. Llanura costera                              | 3e. Planicie aluvial del Misisipi               |
| II. Llanura Atlántica               | 3. Llanura costera                              | 3f. Llanura costera del Golfo occidental        |
| III. Tierras altas apalachianas     | 4. Piedmont                                     | 4a. Piedmont Upland                             |
| III. Tierras altas apalachianas     | 4. Piedmont                                     | 4b. Piedmont Lowlands                           |
| III. Tierras altas apalachianas     | 5. Cordillera Azul                              | 5a. Sección norte                               |
| III. Tierras altas apalachianas     | 5. Cordillera Azul                              | 5b. Sección sur                                 |
| III. Tierras altas apalachianas     | 6. Valley and Ridge                             | 6a. Tennessee                                   |
| III. Tierras altas apalachianas     | 6. Valley and Ridge                             | 6b. Middle                                      |
| III. Tierras altas apalachianas     | 6. Valley and Ridge                             | 6c. Valle del Hudson                            |
| III. Tierras altas apalachianas     | 7. Valle del San Lorenzo                        | 7a. Valle del Champlain                         |
| III. Tierras altas apalachianas     | 7. Valle del San Lorenzo                        | 7b. Sección norte (no en el mapa)               |
| III. Tierras altas apalachianas     | 8. Mesetas de los Apalaches                     | 8a. Valle del Mohawk                            |
| III. Tierras altas apalachianas     | 8. Mesetas de los Apalaches                     | 8b. Catskill                                    |
| III. Tierras altas apalachianas     | 8. Mesetas de los Apalaches                     | 8c. Sur de Nueva York                           |
| III. Tierras altas apalachianas     | 8. Mesetas de los Apalaches                     | 8d. Meseta de Allegheny                         |
| III. Tierras altas apalachianas     | 8. Mesetas de los Apalaches                     | 8e. Kanawha                                     |
| III. Tierras altas apalachianas     | 8. Mesetas de los Apalaches                     | 8f. Meseta de Cumberland                        |
| III. Tierras altas apalachianas     | 8. Mesetas de los Apalaches                     | 8g. Montañas Cumberland                         |
| III. Tierras altas apalachianas     | 9. Nueva Inglaterra                             | 9a. Seaboard Lowland                            |
| III. Tierras altas apalachianas     | 9. Nueva Inglaterra                             | 9b. New England Upland                          |
| III. Tierras altas apalachianas     | 9. Nueva Inglaterra                             | 9c. Montañas Blancas                            |
| III. Tierras altas apalachianas     | 9. Nueva Inglaterra                             | 9d. Green Mountains                             |
| III. Tierras altas apalachianas     | 9. Nueva Inglaterra                             | 9e. Montañas Tacónicas                          |
| III. Tierras altas apalachianas     | 10. Adirondack                                  |                                                 |
| IV. Llanuras Interiores             | 11. Mesetas bajas del Interior                  | 11a. Highland Rim                               |
| IV. Llanuras Interiores             | 11. Mesetas bajas del Interior                  | 11b. Llanura de Lexington                       |
| IV. Llanuras Interiores             | 11. Mesetas bajas del Interior                  | 11c. Cuenca de Nashville                        |
| IV. Llanuras Interiores             | 12. Tierras bajas centrales                     | 12a. Eastern Lake                               |
| IV. Llanuras Interiores             | 12. Tierras bajas centrales                     | 12b. Western Lake                               |
| IV. Llanuras Interiores             | 12. Tierras bajas centrales                     | 12c. Wisconsin Driftless                        |
| IV. Llanuras Interiores             | 12. Tierras bajas centrales                     | 12d. Till Plains                                |
| IV. Llanuras Interiores             | 12. Tierras bajas centrales                     | 12e. Dissected Till Plains                      |
| IV. Llanuras Interiores             | 12. Tierras bajas centrales                     | 12f. Llanuras de Osage                          |
| IV. Llanuras Interiores             | 13. Grandes Llanuras                            | 13a. Meseta de Misuri (glaciada)                |
| IV. Llanuras Interiores             | 13. Grandes Llanuras                            | 13b. Meseta de Misuri (no glaciada)             |
| IV. Llanuras Interiores             | 13. Grandes Llanuras                            | 13c. Colinas Negras                             |
| IV. Llanuras Interiores             | 13. Grandes Llanuras                            | 13d. High Plains                                |
| IV. Llanuras Interiores             | 13. Grandes Llanuras                            | 13e. Plains Border                              |
| IV. Llanuras Interiores             | 13. Grandes Llanuras                            | 13f. Piedmont de Colorado                       |
| IV. Llanuras Interiores             | 13. Grandes Llanuras                            | 13g. Cuenca de Ratón                            |
| IV. Llanuras Interiores             | 13. Grandes Llanuras                            | 13h. Valle del Pecos                            |
| IV. Llanuras Interiores             | 13. Grandes Llanuras                            | 13i. Meseta de Edwards                          |
| IV. Llanuras Interiores             | 13. Grandes Llanuras                            | 13j. Texas Central                              |
| V. Tierras Altas del Interior       | 14. Meseta de Ozark                             | 14a. Mesetas de Springfield-Salem               |
| V. Tierras Altas del Interior       | 14. Meseta de Ozark                             | 14b. Montes Boston                              |
| V. Tierras Altas del Interior       | 15. Ouachita                                    | 15a. Valle de Arkansas                          |
| V. Tierras Altas del Interior       | 15. Ouachita                                    | 15b. Montañas Ouachita                          |
| VI. Sistema de las Montañas Rocosas | 16. Montañas Rocosas Meridionales               | 16. Montañas Rocosas Meridionales               |
| VI. Sistema de las Montañas Rocosas | 17. Cuenca de Wyoming                           |                                                 |
| VI. Sistema de las Montañas Rocosas | 18. Montañas Rocosas Centrales                  |                                                 |
| VI. Sistema de las Montañas Rocosas | 19. Montañas Rocosas del Norte                  |                                                 |
| VII. Mesetas Intermontanas          | 20. Meseta del Columbia                         | 20a. Meseta de Walla Walla                      |
| VII. Mesetas Intermontanas          | 20. Meseta del Columbia                         | 20b. Montañas Blue                              |
| VII. Mesetas Intermontanas          | 20. Meseta del Columbia                         | 20c. Payette                                    |
| VII. Mesetas Intermontanas          | 20. Meseta del Columbia                         | 20d. Planicie del río Snake                     |
| VII. Mesetas Intermontanas          | 20. Meseta del Columbia                         | 20e. Harney                                     |
| VII. Mesetas Intermontanas          | 21. Mesetas del Colorado                        | 21a. Altiplanicies de Utah                      |
| VII. Mesetas Intermontanas          | 21. Mesetas del Colorado                        | 21b. Uinta                                      |
| VII. Mesetas Intermontanas          | 21. Mesetas del Colorado                        | 21c. Tierras del Cañón                          |
| VII. Mesetas Intermontanas          | 21. Mesetas del Colorado                        | 21d. Navajo                                     |
| VII. Mesetas Intermontanas          | 21. Mesetas del Colorado                        | 21e. Gran Cañón                                 |
| VII. Mesetas Intermontanas          | 21. Mesetas del Colorado                        | 21f. Datil                                      |
| VII. Mesetas Intermontanas          | 22. Basin and Range                             | 22a. Gran Cuenca                                |
| VII. Mesetas Intermontanas          | 22. Basin and Range                             | 22b. Desierto de Sonora                         |
| VII. Mesetas Intermontanas          | 22. Basin and Range                             | 22c. Depresión de Salton                        |
| VII. Mesetas Intermontanas          | 22. Basin and Range                             | 22d. Altiplano Mexicano                         |
| VII. Mesetas Intermontanas          | 22. Basin and Range                             | 22e. Sacramento                                 |
| VIII. Cordillera del Pacífico       | 23. Montañas Cascadas-Sierra                    | 23a. Cordillera de las Cascadas Norte           |
| VIII. Cordillera del Pacífico       | 23. Montañas Cascadas-Sierra                    | 23b. Cordillera de las Cascadas Central         |
| VIII. Cordillera del Pacífico       | 23. Montañas Cascadas-Sierra                    | 23c. Cordillera de las Cascadas Sur             |
| VIII. Cordillera del Pacífico       | 23. Montañas Cascadas-Sierra                    | 23d. Sierra Nevada                              |
| VIII. Cordillera del Pacífico       | 24. Provincia limítrofe del Pacífico            | 24a. Depresión de Puget                         |
| VIII. Cordillera del Pacífico       | 24. Provincia limítrofe del Pacífico            | 24b. Montañas Olímpicas                         |
| VIII. Cordillera del Pacífico       | 24. Provincia limítrofe del Pacífico            | 24c. Cordillera costera de Oregón               |
| VIII. Cordillera del Pacífico       | 24. Provincia limítrofe del Pacífico            | 24d. Montañas Klamath                           |
| VIII. Cordillera del Pacífico       | 24. Provincia limítrofe del Pacífico            | 24e. Depresión de California                    |
| VIII. Cordillera del Pacífico       | 24. Provincia limítrofe del Pacífico            | 24f. Cordillera costera de California           |
| VIII. Cordillera del Pacífico       | 24. Provincia limítrofe del Pacífico            | 24g. Cordilleras de Los Ángeles - Transversales |
| VIII. Cordillera del Pacífico       | 25. Baja California —(Cordilleras Peninsulares) |                                                 |